# 赵敏俐
赵敏俐（1954年4月10日—），男，内蒙古赤峰人。中国古代文学专家，首都师范大学中文系教授，中国诗歌研究中心主任。主要从事中国古代诗歌的教学与研究。

## 生平
1954年4月生。内蒙古赤峰人。1978年3月至1984年12月在沈阳师范学院学习，先后获得文学学士和硕士学位。1985年考取东北师范大学中文系，师从文学史家杨公骥攻读先秦两汉文学，1988年获文学博士学位。毕业后在青岛大学工作，历任讲师、副教授，1994年晋升教授。1997年3月调入首都师范大学任教授，1998年成为博士生导师。2001年起任教育部人文社会科学重点研究基地，首都师范大学中国诗歌研究中心主任。2004年开始享受国务院政府特殊津贴。2010年至2013年担任日本广岛大学客座教授。2016年秋冬学期为浙江大学人文高等研究院驻访学者。2018年获聘为中国海洋大学特聘教授。

## 著作
著有《两汉诗歌研究》、《汉代诗歌史论》、《文学传统与中国文化》、《20世纪中国古典文学研究史》、《周汉诗歌综论》、《先秦君子风范》、《中国古代歌诗研究》、《汉代乐府制度与歌诗研究》、《古典文学的现代阐释及其方法》等学术专著。代表性论文有《中国早期书写的三种主要形态》、《殷商文学史的书写及其意义》、《咏歌与吟诵——中国早期诗歌体式生成问题研究》、《汉乐府歌诗演唱与语言形式之关系》等。